# Campeonato Mundial de Hóquei no Gelo de 1966
O Campeonato Mundial de Hóquei no Gelo de 1966 foi a 33ª edição do torneio, disputada entre os dias 3 e 14 de março de 1966 em Hala Tivoli, Ljubljana, Iugoslávia. Pelo quarto ano seguido, a União Soviética venceu o torneio.

## Fase de Classificação dos Grupos B/C (Romênia)
| Posição | Time    | Partidas | Vitórias | Empates | Derrotas | Gols    | Pontos |
| ------- | ------- | -------- | -------- | ------- | -------- | ------- | ------ |
| 1       | Romênia | 2        | 2        | 0       | 0        | 17 - 05 | 4      |
| 2       | Itália  | 2        | 1        | 0       | 1        | 12 - 08 | 2      |
| 3       | França  | 2        | 0        | 0       | 2        | 05 - 21 | 0      |

| 10 de dezembro de 1965 |      |        |  |
| Romênia                | 11-3 | França |  |
|                        |      |        |  |

| 11 de dezembro de 1965 |      |        |  |
| Itália                 | 10-2 | França |  |
|                        |      |        |  |

| 12 de dezembro de 1965 |     |        |  |
| Romênia                | 6-2 | Itália |  |
|                        |     |        |  |

Romênia classificada para o Grupo B
Itália e França classificadas para o Grupo C

## Campeonato Mundial Grupo A (Iugoslávia)

### Fase Final
| Posição | Time              | Partidas | Vitórias | Empates | Derrotas | Gols    | Pontos |
| ------- | ----------------- | -------- | -------- | ------- | -------- | ------- | ------ |
| 1       | União Soviética   | 7        | 6        | 1       | 0        | 55 - 07 | 13     |
| 2       | Tchecoslováquia   | 7        | 6        | 0       | 1        | 32 - 15 | 12     |
| 3       | Canadá            | 7        | 5        | 0       | 2        | 33 - 10 | 10     |
| 4       | Suécia            | 7        | 3        | 1       | 3        | 26 - 17 | 7      |
| 5       | Alemanha Oriental | 7        | 3        | 0       | 4        | 12 - 30 | 6      |
| 6       | Estados Unidos    | 7        | 2        | 0       | 5        | 18 - 39 | 4      |
| 7       | Finlândia         | 7        | 2        | 0       | 5        | 18 - 43 | 4      |
| 8       | Polônia           | 7        | 0        | 0       | 7        | 11 - 44 | 0      |

| 03 de março     |     |         |  |
| União Soviética | 8-1 | Polônia |  |
|                 |     |         |  |

| 03 de março     |     |                   |  |
| Tchecoslováquia | 6-0 | Alemanha Oriental |  |
|                 |     |                   |  |

| 03 de março |     |           |  |
| Suécia      | 5-1 | Finlândia |  |
|             |     |           |  |

| 03 de março    |     |        |  |
| Estados Unidos | 2-7 | Canadá |  |
|                |     |        |  |

| 05 de março |     |         |  |
| Canadá      | 6-0 | Polônia |  |
|             |     |         |  |

| 05 de março     |     |           |  |
| Tchecoslováquia | 8-1 | Finlândia |  |
|                 |     |           |  |

| 05 de março |     |                   |  |
| Suécia      | 1-4 | Alemanha Oriental |  |
|             |     |                   |  |

| 05 de março     |      |                |  |
| União Soviética | 11-0 | Estados Unidos |  |
|                 |      |                |  |

| 06 de março     |     |         |  |
| Tchecoslováquia | 6-1 | Polônia |  |
|                 |     |         |  |

| 06 de março |     |           |  |
| Canadá      | 9-1 | Finlândia |  |
|             |     |           |  |

| 06 de março |     |                |  |
| Suécia      | 6-1 | Estados Unidos |  |
|             |     |                |  |

| 06 de março     |      |                   |  |
| União Soviética | 10-0 | Alemanha Oriental |  |
|                 |      |                   |  |

| 08 de março |     |         |  |
| Suécia      | 8-2 | Polônia |  |
|             |     |         |  |

| 08 de março     |      |           |  |
| União Soviética | 13-2 | Finlândia |  |
|                 |      |           |  |

| 08 de março     |     |                |  |
| Tchecoslováquia | 7-4 | Estados Unidos |  |
|                 |     |                |  |

| 08 de março |     |                   |  |
| Canadá      | 6-0 | Alemanha Oriental |  |
|             |     |                   |  |

| 09 de março |     |                   |  |
| Polônia     | 0-4 | Alemanha Oriental |  |
|             |     |                   |  |

| 09 de março    |     |           |  |
| Estados Unidos | 1-4 | Finlândia |  |
|                |     |           |  |

| 10 de março |     |                 |  |
| Canadá      | 1-2 | Tchecoslováquia |  |
|             |     |                 |  |

| 10 de março     |     |        |  |
| União Soviética | 3-3 | Suécia |  |
|                 |     |        |  |

| 11 de março |     |         |  |
| Finlândia   | 6-3 | Polônia |  |
|             |     |         |  |

| 11 de março       |     |                |  |
| Alemanha Oriental | 0-4 | Estados Unidos |  |
|                   |     |                |  |

| 11 de março     |     |        |  |
| Tchecoslováquia | 2-1 | Suécia |  |
|                 |     |        |  |

| 11 de março     |     |        |  |
| União Soviética | 3-0 | Canadá |  |
|                 |     |        |  |

| 12 de março |     |                |  |
| Polônia     | 4-6 | Estados Unidos |  |
|             |     |                |  |

| 12 de março       |     |           |  |
| Alemanha Oriental | 4-3 | Finlândia |  |
|                   |     |           |  |

| 13 de março |     |        |  |
| Canadá      | 4-2 | Suécia |  |
|             |     |        |  |

| 13 de março     |     |                 |  |
| União Soviética | 7-1 | Tchecoslováquia |  |
|                 |     |                 |  |

## Campeonato Mundial Grupo B (Iugoslávia)

### Fase Final
| Posição | Time        | Partidas | Vitórias | Empates | Derrotas | Gols    | Pontos |
| ------- | ----------- | -------- | -------- | ------- | -------- | ------- | ------ |
| 9       | Alemanha    | 7        | 7        | 0       | 0        | 34 - 12 | 14     |
| 10      | Romênia     | 7        | 5        | 1       | 1        | 29 - 16 | 11     |
| 11      | Iugoslávia  | 7        | 4        | 2       | 1        | 25 - 23 | 10     |
| 12      | Noruega     | 7        | 4        | 0       | 3        | 28 - 17 | 8      |
| 13      | Áustria     | 7        | 3        | 0       | 4        | 25 - 30 | 6      |
| 14      | Suíça       | 7        | 2        | 0       | 5        | 24 - 26 | 4      |
| 15      | Hungria     | 7        | 1        | 0       | 6        | 19 - 30 | 2      |
| 16      | Reino Unido | 7        | 0        | 1       | 6        | 15 - 45 | 1      |

| 03 de março |      |             |  |
| Noruega     | 12-2 | Reino Unido |  |
|             |      |             |  |

| 03 de março |     |         |  |
| Suíça       | 3-4 | Romênia |  |
|             |     |         |  |

| 03 de março |     |         |  |
| Alemanha    | 6-3 | Áustria |  |
|             |     |         |  |

| 03 de março |     |         |  |
| Iugoslávia  | 6-4 | Hungria |  |
|             |     |         |  |

| 04 de março |     |         |  |
| Alemanha    | 4-1 | Romênia |  |
|             |     |         |  |

| 04 de março |     |             |  |
| Suíça       | 6-3 | Reino Unido |  |
|             |     |             |  |

| 04 de março |     |         |  |
| Hungria     | 2-7 | Áustria |  |
|             |     |         |  |

| 04 de março |     |         |  |
| Iugoslávia  | 2-1 | Noruega |  |
|             |     |         |  |

| 06 de março |     |         |  |
| Noruega     | 0-4 | Romênia |  |
|             |     |         |  |

| 06 de março |     |             |  |
| Hungria     | 8-1 | Reino Unido |  |
|             |     |             |  |

| 06 de março |     |       |  |
| Áustria     | 7-6 | Suíça |  |
|             |     |       |  |

| 06 de março |     |          |  |
| Iugoslávia  | 2-6 | Alemanha |  |
|             |     |          |  |

| 07 de março |     |         |  |
| Áustria     | 3-4 | Noruega |  |
|             |     |         |  |

| 07 de março |     |         |  |
| Hungria     | 2-4 | Romênia |  |
|             |     |         |  |

| 07 de março |      |             |  |
| Alemanha    | 10-4 | Reino Unido |  |
|             |      |             |  |

| 07 de março |     |       |  |
| Iugoslávia  | 3-2 | Suíça |  |
|             |     |       |  |

| 09 de março |     |         |  |
| Áustria     | 1-7 | Romênia |  |
|             |     |         |  |

| 09 de março |     |          |  |
| Suíça       | 0-4 | Alemanha |  |
|             |     |          |  |

| 09 de março |     |         |  |
| Hungria     | 2-5 | Noruega |  |
|             |     |         |  |

| 09 de março |     |             |  |
| Iugoslávia  | 3-3 | Reino Unido |  |
|             |     |             |  |

| 10 de março |     |       |  |
| Noruega     | 4-1 | Suíça |  |
|             |     |       |  |

| 10 de março |     |          |  |
| Hungria     | 0-1 | Alemanha |  |
|             |     |          |  |

| 11 de março |     |             |  |
| Áustria     | 2-1 | Reino Unido |  |
|             |     |             |  |

| 11 de março |     |         |  |
| Iugoslávia  | 5-5 | Romênia |  |
|             |     |         |  |

| 12 de março |     |         |  |
| Alemanha    | 3-2 | Noruega |  |
|             |     |         |  |

| 12 de março |     |       |  |
| Hungria     | 1-6 | Suíça |  |
|             |     |       |  |

| 12 de março |     |         |  |
| Reino Unido | 1-4 | Romênia |  |
|             |     |         |  |

| 12 de março |     |         |  |
| Iugoslávia  | 4-2 | Áustria |  |
|             |     |         |  |

## Campeonato Mundial Grupo C (Iugoslávia)

### Fase Final
| Posição | Time          | Partidas | Vitórias | Empates | Derrotas | Gols    | Pontos |
| ------- | ------------- | -------- | -------- | ------- | -------- | ------- | ------ |
| 17      | Itália        | 4        | 4        | 0       | 0        | 54 - 08 | 8      |
| 18      | Dinamarca     | 4        | 2        | 0       | 2        | 21 - 21 | 4      |
| 19      | África do Sul | 4        | 0        | 0       | 4        | 04 - 50 | 0      |
| 20      | França        | 0        | 0        | 0       | 0        | 00 - 00 | 0      |

| 03 de março |     |               |  |
| Dinamarca   | 9-0 | África do Sul |  |
|             |     |               |  |

| 04 de março |      |               |  |
| Itália      | 17-0 | África do Sul |  |
|             |      |               |  |

| 06 de março   |      |        |  |
| África do Sul | 2-18 | Itália |  |
|               |      |        |  |

| 07 de março |     |           |  |
| Itália      | 7-1 | Dinamarca |  |
|             |     |           |  |

| 08 de março |      |        |  |
| Dinamarca   | 5-12 | Itália |  |
|             |      |        |  |

| 11 de março   |     |           |  |
| África do Sul | 2-6 | Dinamarca |  |
|               |     |           |  |